# Michel Onfray
Michel Onfray (Argentan, Orne, 1 de Janeiro de 1959) é um filósofo francês, fundador da Universidade Popular de Caen. Seu pensamento se caracteriza pela afirmação da razão, do hedonismo e de um ateísmo militante.

## Biografia
Michel Onfray, nascido a 1 de janeiro de 1959, é doutorado em Filosofia. Lecionou num colégio técnico de Caen entre 1983 e 2002, antes de criar a Universidade Popular de Caen, em outubro de 2002. Em seguida, criou a Universidade Popular de Argentan, em 2006. Nasceu em Argentan, em Orne, onde reside.
Nascido numa quinta, de pai trabalhador e mãe governanta, passou parte da sua infância numa escola-orfanato católica, que descreve no prefácio de um dos seus livros, "A potência de existir". Doutorou-se em Filosofia, disciplina que passou a lecionar na escola técnica privada Santa Úrsula, de Caen, entre 1983 e 2002. Contestando o modo como é ministrado o ensino da Filosofia (segundo ele, um professor de história oficial da Filosofia não é um filósofo), renunciou ao posto em 2002, para criar a Universidade Popular de Caen, e escreveu o manifesto "A Comunidade filosófica" em 2004.
Michel Onfray considera que não há filosofia sem psicanálise, sociologia ou ciência. Um filósofo deve pensar o conhecimento como ferramentas à sua disposição: caso contrário, está fora da realidade.
Os escritos de Michel Onfray exaltam o hedonismo e o ateísmo. Na linha dos pensadores gregos, celebram a autonomia do pensamento e da vida. Ateísmo sem concessões, vendo as religiões como indefensáveis instrumentos de dominação e de ruptura com a realidade.
Michel Onfray afirma-se pertencente a uma linhagem de intelectuais libertários que inclui filósofos cínicos (Diógenes), cirenaicos (Aristipo de Cirene) e também outros da história da Filosofia (os Irmãos do Espírito Livre, libertinos pensadores, da Escola de Frankfurt, por exemplo).

## Filosofia
Michel Onfray reivindica principalmente a herança intelectual de filósofos como Nietzsche, La Mettrie e Aristipo de Cirene. Estes três pensadores têm, em comum, o ascetismo hedonista.
Michel Onfray usa o pensamento de Nietzsche, sua visão do Ocidente, a ética e a sua crítica central do cristianismo. De Aristipo de Cirene, mantém o grande sim à vida, à unidade dinâmica e hedonismo exacerbado, e a sabedoria dos filósofos de Cirene (e o ateísmo de alguns, correndo a toda a velocidade pelo prazer: embora o prazer seja mau, se seguido por um grande descontentamento, ou desordem). Onfray acrescenta que o seu plano é atualizar essa doutrina para o tempo pós-moderno.
Oferece uma postura materialista de pensamento. Apresenta áreas de especial interesse: ética e política, uso lúdico do corpo, relacionamentos amorosos, a estética etc., todas agrupadas sob o título de "filosofia existencial'. Trabalha na desconstrução dos mitos inspirado pelo "instinto de morte", ou seja, pela recusa do mundo.
Oferece uma prática existencial do hedonismo. Sua obra é uma ponte entre o leitor e o mundo das artes da cultura e do conhecimento, o que implica o cumprimento de longo prazo e o prazer. Deve ser lembrado que o nome de Onfray significa que traz paz, de uma maneira ou de outra.  
Defende o ateísmo militante. Durante suas conferências na Universidade Populaire de Caen, diz como o asceta do idealismo platônico, neoplatônico e cristão, e alemão, sempre influencia a nossa maneira de pensar e conceber o mundo, pois a maneira como vivemos nossas vidas. Assumindo uma postura "contra-história da filosofia", Michel Onfray tira ensinamentos, ideias e pensamentos a fim de permitir a produção de uma vida diária eufórica.

## Trabalhos

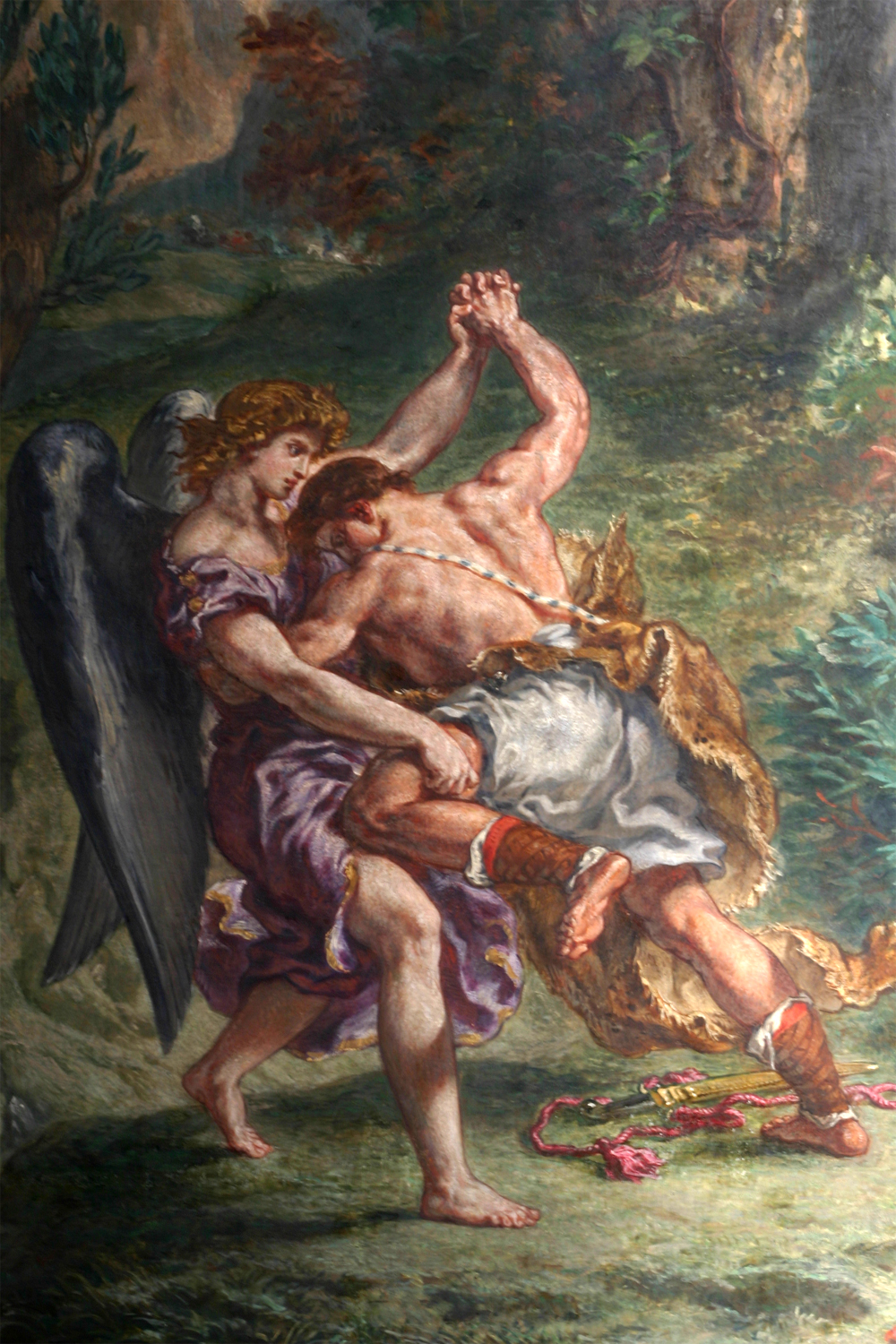
O quadro "Luta de Jacó com o anjo", de Eugène Delacroix, inspirou a capa do Traité d'athéologie

- Le ventre des philosophes, critique de la raison diétététique (O ventre dos filósofos, crítica da razão  dietética), Edições Grasset & Fasquelle, 1989,  ISBN 2-24-641681-7
- Physiologie de Georges Palante. Pour un nietzchéen de gauche (Fisiologia de Georges Palante. Para um adepto de  Nietzche de esquerda), Edições Folle Avoine, 1989   ISBN 2-24-662951-9
- Cynismes. Portrait du philosophe en chien (Cinismos. Retrato do filósofo de cachorro), Edições  Grasset,  1990 ISBN 2-25-304457-1
- L'art de jouir : pour un matérialisme hédoniste (A arte de gozar: por um materialismo hedonista),  Edições Grasset, 1991, ISBN  2-25-394198-0
- La sculpture de soi : la morale esthétique (1991)
- L'œil nomade : la peinture de Jacques Pasquier (1992)
- La raison gourmande, philosophie du goût (1995)
- Ars moriendi : cent petits tableaux sur les avantages et les inconvénients de la mort (1995)
- Métaphysique des ruines : la peinture de Monsu Désidério (1995)
- Les formes du temps : théorie du Sauternes (1996)
- Politique du rebelle : traité de résistance et d'insoumission (1997)
- À côté du désir d'éternité : fragments d'Égypte (1998)
- Théorie du corps amoureux : pour une érotique solaire (2000)
- Prêter un livre n'est pas voler son auteur (2000)
- Antimanuel de philosophie : leçons socratiques et alternatives (2001)
- Célébration du génie colérique : tombeau de Pierre Bourdieu (2002)
- L'invention du plaisir : fragments cyréaniques (2002)
- Esthétique du Pôle nord : stèles hyperborréennes (2002)
- Splendeur de la catastrophe : la peinture de Vladimir Vélikovic (2002)
- Les icônes païennes : variations sur Ernest Pignon-Ernest (2003)
- Archéologie du présent, manifeste pour l'art contemporain (2003)
- Féeries anatomiques (2003)
- La philosophie féroce (2004)
- La communauté philosophique (2004)
- Traité d'athéologie, Paris, Grasset (2005)
- Théorie du voyage : poétique de la géographie, Paris, Galilée, 2005
- Le crépuscule d'une idole : L'affabulation freudienne, Grasset, 2010, ISBN 9782246769316
- Journal hédoniste :
  - I. Le désir d'être un volcan (1996)
  - II. Les vertus de la foudre (1998)
  - III. L'archipel des comètes (2001)
  - IV. La lueur des orages désirés (2007)
- La contre histoire de la philosophie:
  - I. Les Sagesses Antiques (2006)
  - II. Le Christianisme hédoniste (2006)
  - III. Les libertins baroques (2007)
  - IV. Les Ultras des Lumières (2007), Grasset (ISBN 978-2-246-68921-8)
  - V. L’Eudémonisme social (2008), Grasset (ISBN 978-2-246-68931-7)
  - VI. Les Radicalités existentielles (2009), Grasset (ISBN 978-2-246-68941-6)